# Ali Assadalla
Ali Assadalla (znany też jako Ali Asad) (ur. 19 stycznia 1993 w Manamie) – katarsko-bahrański piłkarz, występujący na pozycji pomocnika w katarskim klubie Al-Sadd SC oraz w reprezentacji Kataru. Uczestnik Mistrzostw Świata 2022 oraz Pucharu Azji 2015, 2023 i Złotego Pucharu CONCACAF.

## Statystyki

### Klubowe
Na podstawie:
| Klub       | Sezonów | Liga               | Liga  | Liga   | Puchar krajowy | Puchar krajowy | Kontynentalne | Kontynentalne | Suma  | Suma   |
| Klub       | Sezonów | Liga               | Mecze | Bramki | Mecze          | Bramki         | Mecze         | Bramki        | Mecze | Bramki |
| ---------- | ------- | ------------------ | ----- | ------ | -------------- | -------------- | ------------- | ------------- | ----- | ------ |
| Al-Sadd SC | 13      | Qatar Stars League | 176   | 24     | 15             | 2              | 49            | 4             | 240   | 30     |
|            | Łącznie | Łącznie            | 176   | 24     | 15             | 2              | 49            | 4             | 240   | 30     |

### Reprezentacyjne
Na podstawie:
| Rozgrywki                     | Faza        | M  | Gol | Żółta kartka | Czerwona kartka |
| ----------------------------- | ----------- | -- | --- | ------------ | --------------- |
| Mecze towarzyskie             | –           | 25 | 5   | 0            | 0               |
| Puchar Zatoki Perskiej 2013   | Grupa 1     | 0  | 0   | 0            | 0               |
| Puchar Azji 2015              | Grupa C     | 1  | 0   | 0            | 0               |
| Eliminacje MŚ 2018            | Grupa C     | 7  | 3   | 2            | 0               |
| Eliminacje MŚ 2018            | Grupa A     | 10 | 1   | 1            | 0               |
| Puchar Narodów Arabskich 2021 | Grupa A     | 1  | 0   | 0            | 0               |
| Puchar Narodów Arabskich 2021 | Ćwierćfinał | 1  | 0   | 0            | 0               |
| MŚ 2022                       | Grupa A     | 1  | 0   | 0            | 0               |
| Puchar Zatoki Perskiej 2023   | Grupa B     | 3  | 0   | 0            | 0               |
| Puchar Zatoki Perskiej 2023   | Półfinał    | 1  | 0   | 1            | 0               |
| Złoty Puchar CONCACAF 2023    | Grupa B     | 3  | 0   | 0            | 0               |
| Złoty Puchar CONCACAF 2023    | Ćwierćfinał | 1  | 0   | 0            | 0               |

## Sukcesy
Na podstawie:

### Klubowe
Z Al-Sadd SC:
- Liga Mistrzów 2010
- Mistrz Kataru 2012/13, 2018/19, 2020/21, 2021/22
- Puchar Kataru 2019/20, 2020/21
- Superpuchar Kataru: 2018/19